# Sematocera fuliginipuncta
Sematocera fuliginipuncta is een vlinder uit de familie zakjesdragers (Psychidae). De wetenschappelijke naam van deze soort is voor het eerst geldig gepubliceerd in 1892 door Durrant.